# Associazione Sportiva Pro Recco 2007-2008

## Rosa 2007-08
| N° |                    | Ruolo | Giocatore            |
| -- | ------------------ | ----- | -------------------- |
|    | Italia (bandiera)  | P     | Stefano Tempesti     |
|    | Italia (bandiera)  | P     | William Washburn     |
|    | Italia (bandiera)  | D     | Andrea Mangiante     |
|    | Serbia (bandiera)  | D     | Vladimir Vujasinović |
|    | Serbia (bandiera)  | D     | Vanja Udovičić       |
|    | Italia (bandiera)  | D     | Massimo Giacoppo     |
|    | Italia (bandiera)  | CV    | Maurizio Felugo      |
|    | Croazia (bandiera) | CV    | Goran Fiorentini     |

| N° |                     | Ruolo | Giocatore             |
| -- | ------------------- | ----- | --------------------- |
|    | Ungheria (bandiera) | A     | Tibor Benedek         |
|    | Italia (bandiera)   | A     | Alberto Angelini      |
|    | Ungheria (bandiera) | A     | Norbert Madaras       |
|    | Italia (bandiera)   | A     | Alex Giorgetti        |
|    | Ungheria (bandiera) | A     | Tamás Kásás           |
|    | Italia (bandiera)   | CB    | Alessandro Calcaterra |
|    | Italia (bandiera)   | CB    | Arnaldo Deserti       |

- Allenatore:  Giuseppe Porzio